# Agdam
Pour l’article homonyme, voir Agdam (raion).

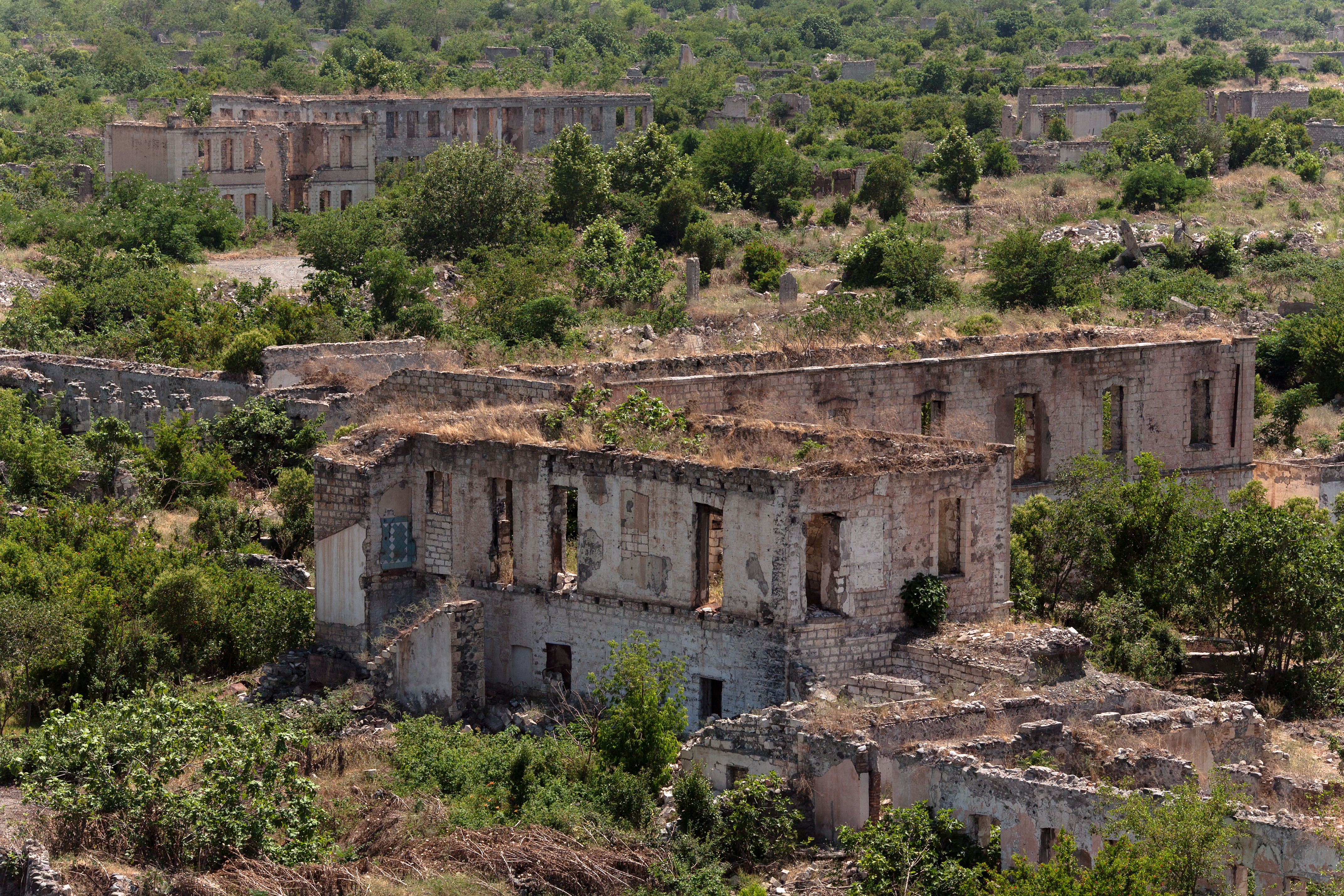
La ville en ruine.

Agdam ou Aghdam (en azéri : Ağdam) est une ville d'Azerbaïdjan, chef-lieu officiel du raion du même nom. De 1993 à 2020, elle est contrôlée par la république sécessionniste du Haut-Karabagh qui lui donne le nom d'Akna et fait partie de la région d'Askeran. Restée une ville fantôme en ruine, elle fait l'objet d'une reconstruction depuis 2020.
Le 31 juillet 2023, le président Ilham Aliyev a signé un décret portant instauration du 20 novembre comme le jour de la ville d'Agdam.

## Toponymie
Le nom de la ville est formé des termes azéris ağ (« blanc ») et dam (« maison ») et peut se traduire par « maison blanche ». Il ferait référence à « une maison blanche éclairée par le soleil » de Panah Ali Khan, premier khan du Karabagh au XVIIIe siècle.
En novembre 2010, le gouvernement non-reconnu du Haut-Karabagh lui donne le nom d'Akna,.

## Géographie
La ville est située dans l'ouest de l'Azerbaïdjan, près du Haut-Karabagh, à 26 km de Khankendi et à environ 110 km au sud-est de Gandja.

## Histoire
La ville est fondée au XVIIIe siècle dans le khanat du Karabagh qui est annexé par l'Empire russe en 1822. Agdam obtient le statut de ville en 1828. À partir de 1921, elle fait partie de la république socialiste soviétique d'Azerbaïdjan, intégrée dans l'Union soviétique.
Lors de la guerre du Haut-Karabagh, elle est prise le 23 juillet 1993 par les forces armées de la république du Haut-Karabagh, ce qui a pour conséquence la fuite vers l’est de ses habitants. Elle est alors intégrée à la région d'Askeran mais devient une ville-fantôme située près de la ligne de front après le cessez-le-feu du 16 mai 1994. L'ONU continue de reconnaître la ville comme faisant partie du territoire de l'Azerbaïdjan conformément à la résolution 853 du Conseil de sécurité du 29 juillet 1993, demandant un retrait complet de la zone par les Arméniens.
À l'issue de la deuxième guerre du Haut-Karabakh, un accord est conclu entre l'Arménie, l'Azerbaïdjan et la Russie. Il entre en vigueur le 10 novembre 2020 et prévoit notamment que la région occupée d'Agdam doit être restituée à l'Azerbaïdjan. Le 20 novembre, les troupes azerbaïdjanaises reprennent le contrôle de l'ensemble du raion et de la ville dont les rares habitants arméniens prennent la fuite. Le 23 novembre, le président Ilham Aliyev et son épouse effectuent une visite sur place.
Le gouvernement azerbaïdjanais annonce qu'il faudrait deux à cinq ans pour que les gens puissent à nouveau vivre dans la ville et que les dernières mines terrestres seraient retirées dans les quinze ans. En 2021, le projet de reconstruction de la ville est lancé ainsi que la réalisation d'une nouvelle route entre Agdam et Barda.

## Démographie
La ville a compté jusqu'à 28 031 habitants.

## Sites et monuments
La mosquée d'Agdam, ou mosquée Juma, construite entre 1868 et 1870, est le seul édifice de la ville qui soit demeuré debout mais endommagé et laissé à l'abandon depuis 1993. À la suite de la reprise de la ville en 2020, elle a retrouvé sa fonction de lieu de prières et a été restaurée.
Le palais de Panah Ali Khan, construit au XVIIIe siècle, était la résidence du khan du Karabagh.
Le cimetière Imarat, situé à proximité du palais, est le lieu d'inhumation des membres de la famille des khans, dont la poétesse Khourchidbanou Natavan. Leurs tombeaux ont été vandalisés après la prise de la ville par les forces arméniennes en 1992.
Le Musée du pain, fondé en 1983, a été détruit lors de la première guerre du Haut-Karabagh.

## Sport
Le club de football azerbaïdjanais Qarabağ FK est originellement basé dans la ville d'Agdam. Depuis l'occupation de la ville par l'Arménie, le club évolue à Bakou, la capitale du pays. 

## Personnalités
- Ramiz Guliyev (1947-), musicien azerbaïdjanais, joueur de tar, est né à Agdam.
- Hamid Malibeyli (1869-1922), auteur-compositeur-interprète et artiste azerbaïdjanais, est mort à Agdam.
- Vüqar Nadirov (1987-), footballeur azerbaïdjanais, est né à Agdam.